# Neocnemodon vitripennis
Neocnemodon vitripennis là một loài ruồi trong họ Ruồi giả ong (Syrphidae). Loài này được Meigen mô tả khoa học đầu tiên năm 1822. Neocnemodon vitripennis phân bố ở vùng Cổ Bắc giới (Đan Mạch)